# Écriture wisigothique

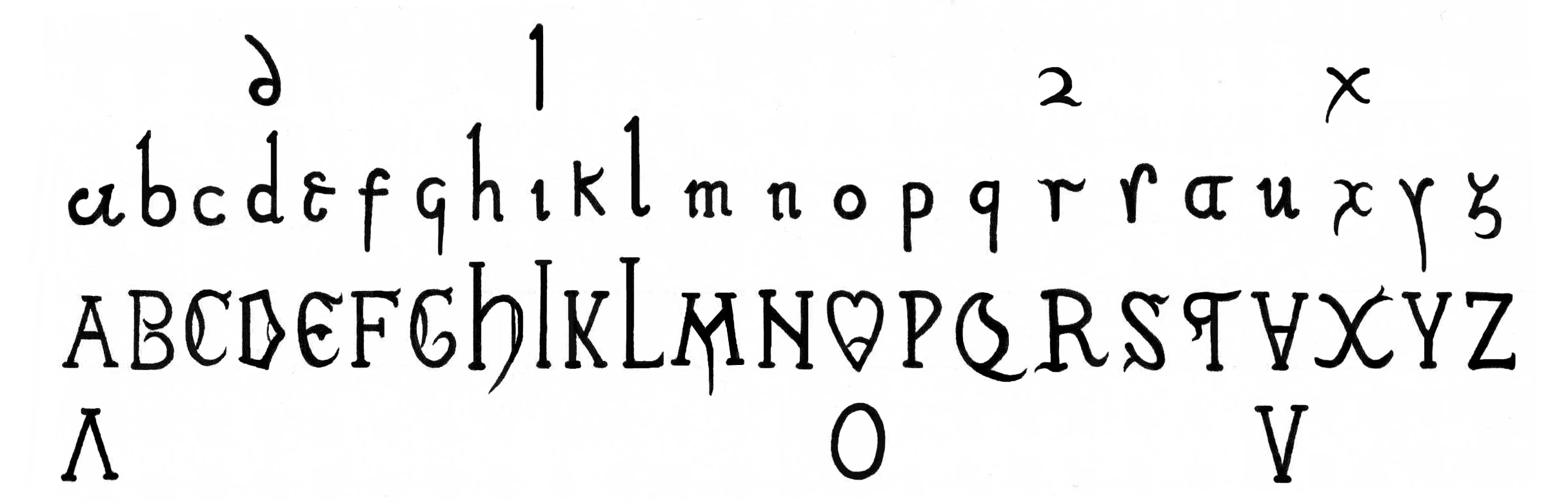

L'écriture wisigothique, apparue au haut Moyen Âge, est une écriture proche de l'écriture mérovingienne : ces deux écritures sont toutes deux issues de la cursive romaine, la première en la péninsule Ibérique, la seconde en France.

## Description
L'écriture wisigothique diffère des autres écritures du VIIIe siècle en certaines innovations comme la cédille. Les Wisigoths auraient ainsi adapté cette écriture aux sons ibériens. Maria Selig confirme cette genèse wisigothique :
« L'histoire de la cédille et de sa propagation est bien connue aujourd'hui, de sorte que je me bornerai à une synthèse très brève. Comme résultat de l'application de la wisigothique aux nouveaux sons ibériens, le <ç>, avec un <z> souscrit (parfois suscrit) apparaît depuis les plus anciens documents du castillan et catalan. »

Origine wisigothique de la cédille.